# Flotte Teens und Sex nach Noten
Flotte Teens und Sex nach Noten (Originaltitel: L'insegnante balla… con tutta la classe) ist eine italienische Erotikkomödie des Regisseurs Giuliano Carnimeo aus dem Jahr 1978. Der Film erschien auch unter dem Alternativtitel Playgirls auf der Schulbank.
Die episodenhafte Sexklamotte ist nach Die Bumsköpfe (1975) und Flotte Teens und die neue Schulmieze (1978) der dritte Teil einer lose miteinander verknüpften Filmreihe, die inhaltlich jedoch nur rudimentären Bezüge zu den Vorgängern hat. Das Werk wurde am 1. Februar 1980 in Deutschland als Teil der Flotte Teens-Filmreihe veröffentlicht, obgleich die Produktion keine Verbindung mit der Kinoreihe aufweist.

## Handlung
An einer weiterführenden Schule in der Toskana versuchen zwei Pädagogen den Schulalltag mit neuartigen Lehrmethoden zu bereichern – gegen den Willen des erzkonservativen Direktors Fiorontori. Die aufreizende Turnlehrerin Claudia Gambetti führt die sogenannte rhythmische Bewegungstherapie als Unterrichtsfach ein, die im Wesentlichen auf Tanz und Sportgymnastik basiert. Derweil gestaltet Professor Mezzoponte seinen Lehrplan der italienischen Literatur humorvoller. Nebenbei erhofft er sich Nachhilfe von seiner attraktiven Kollegin.
Eines Tages verwettet der spielsüchtige Schuldirektor mit Hilfe eines debilen Abiturienten, Petruccio, das Budget der Schulsportmannschaft auf der Pferderennbahn. Um die veruntreuten zwei Millionen Lire wieder aufzubringen, überreden beide die nichts ahnende Tanzlehrerin, an einem gut dotierten Tanzwettbewerb teilzunehmen – mit Erfolg. Mit der Siegprämie finanziert der Direktor die bevorstehende Schulolympiade.
Unglücklicherweise fällt Sportlehrer Prof. Martorelli nach einem Unfall als Betreuer aus, woraufhin man Turnlehrerin Gambetti die Leitung der Jugendmannschaft überträgt. Als Verantwortliche der Basketballmannschaft begleitet sie die männlichen Schüler auf ein Sportturnier – sehr zum Unmut des chauvinistischen Sportlehrers, der sich trotz seiner Verletzung dem Team anschließt. Es gelingt den beiden Pädagogen, die favorisierte russische Mannschaft zu besiegen, wenngleich mit fragwürdigen Methoden. Am Ende des Films erteilen die beiden Sportlehrer dem versammelten Lehrerkollegium eben jene rhythmische Bewegungstherapie.

## Hintergrund
Für den Titelsong Boogie Woogie Dancing Shoes konnte man die ehemalige Boney M. Sängerin Claudja Barry gewinnen. Es wurde ihr international erfolgreichster Titel.

## Kritiken
Das Lexikon des internationalen Films schrieb, die Produktion sei ein „dümmlich synchronisierter Disco- und Softsexfilm, der von Albernheiten, Anschlußfehlern und dramaturgischen Unstimmigkeiten“ strotze.